# Монети Азаку (Кримський улус-юрт Золотої Орди)
Монети Азаку карбувалися не регулярно в період з 1290 по 1401 роки. Зі срібла карбувалися дирхами (з 1310 року данги), з міді карбувалися пули. 1 данг розмінювався на 16 пулів.

## Історія

Мапа володінь та васальних територій Улус Джучі в на початку XIV ст.

Мапа володінь Золотої Орди у Південній Україні (1360)

Перша письмова згадка про золотоординське місто Азак, відноситься до 1269 року. У ті часи проводилася соціально-економічна політика ханом Золотої Орди — Менгу-Тимуром, пов'язана, з незалежністю від Каракорума і освоєнням нових міст, таких як Азак, зокрема. Місто Азов (тат. Азак, укр. Гирло) було засноване монголами в нижній течії річки Дону на місці давньогрецького міста Тана. У 1313 році у прилеглій до Дону частині міста Венеція заснувала свою колонію, але незабаром та частина міста перейшла до Ґенуї. Тут закінчувався караванний шлях, яким з Китаю привозили шовкові тканини, які перевантажували на галери і везли до Італії, звідки вже потім розвозили по всій Європі.  Місто було одним з найбільших торгових і ремісничих центрів Золотої Орди в XIV ст. У 1333 році Азак відвідав арабський мандрівник Ібн Батута, який у своїх записах відзначав, що місто відрізняється від інших відомих йому міст яскравішою архітектурою. У 1395 році, під час війни еміра Тімура з ханом Золотої Орди Тохтамишем, місто було розграбованим. Після 1475 року місто опинилася у складі Османської імперії. В сер. XIV століття Азак був одним із основних центрів грошової справи в Золотій Орді. Нині місто Озів, Ростовської області, Росія.

## Дирхами

Карбування Азаку. Дирхам. Токта (1291–1312)

За часів хана Токти почалося карбування срібних дирхамів Азаку (араб. ازق). Відомі 3 типи дирхамів карбування за часів правління хана Токти:
- 1) Дирхам. Токта. 1290 (690 р.Г.) рік. На аверсі у подвійному лінійному та крапковому колах легенда в 3 рядки: «Падишах / Токта / справедливий». На реверсі у центрі крапкового кола невелика розета в 5 дуг, в центрі тамга Бату. Навколо розети легенда: «Карбування Азаку» (араб. ازق ﺿﺭﺏ).
- 2) Дирхам. 1300 (700 р.Г.). У полі крапкового кола легенда уйгурською мовою в 2 рядки.. На реверсі в центрі картушу тамга. Навколо картушу надпис уйгурською мовою.
- 3) Дирхам. 1301 (701 р.Г.). У лінійному колі легенда в 2 рядки «Хан справедливий», під надписом віньєтка. На реверсі у коло вписаний трикутник, в полі решітка з 9 отворами. У трьох зовнішніх сегментах випускні дані: «Карбування / Азаку / ...[перекручена дата]»[2].

## Данги

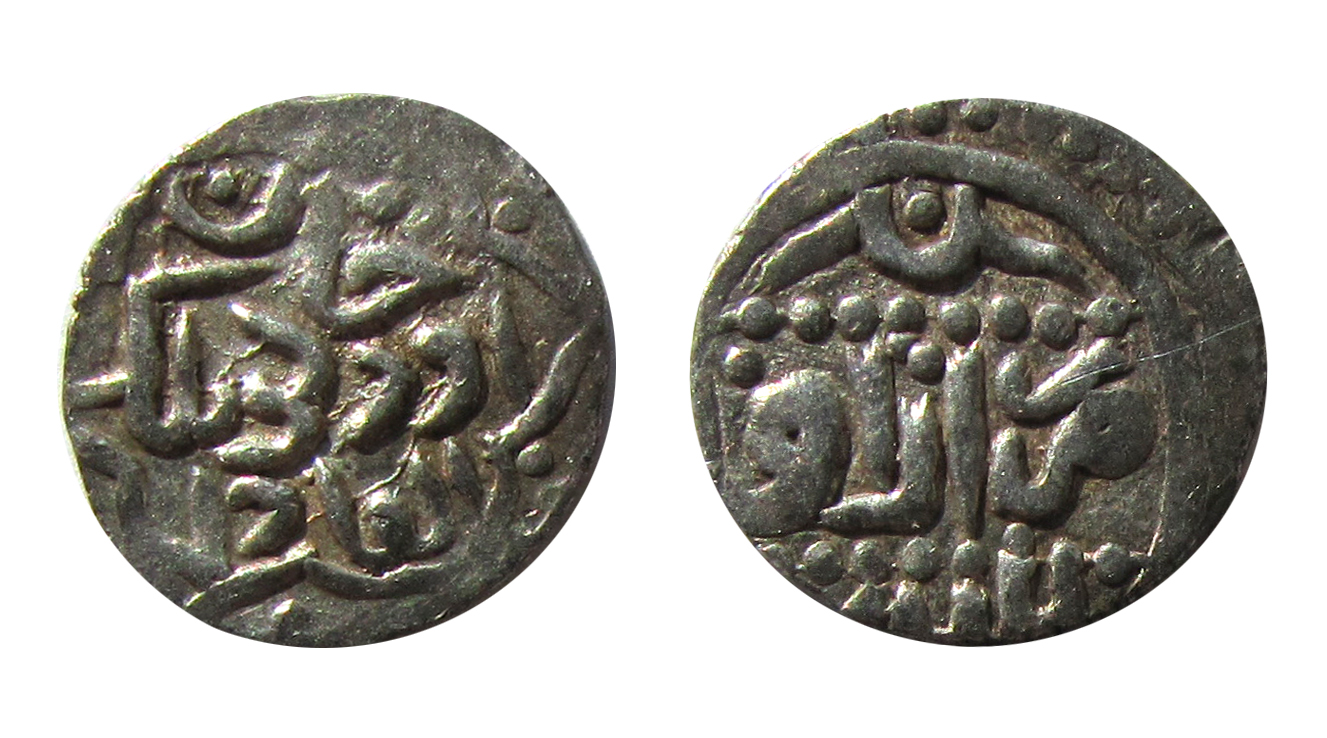
Карбування в Азаці. Данг. 1361 (762 р.Г.). Орду-Мелик (1361)

В період 1302–1316 монети в Азаку не карбувалися. В 1317 році початок виготовлення монет поклав хан Узбек. Останні датовані данги Азаку карбувалися у 1401 році за часів правління Шадібека. Відомі 5 типів Азакських дангів:
- 1) Данг (1,30-1,35 гр.). Узбек-хан. 1317, 1326 (717, 726 рр.Г.). У полі лінійного та крапового кол легенда в 4 рядки: «Султан справедливий Узбек-хан. Карбування Азаку». У лінійному та краповому колах чотирикутник, в полі Шагада Ісламу. З боків чотирикутника рік абджадом. Існує різновид з іншим надписом на аверсі.
- 2) Данг. 1339 (739 р.Г.). У крапковому колі подвійний чотирикутник з віньєтками в сегментах. В полі легенда в 3 рядки: «Султан / Мухаммад / Узбек хан». На реверсі вихідні позначено місце карбування та рік.
- 3) Данг. 1359, 1360, 1362, 1364—1367, 1381—1384, 1386—1390 (759, 760, 762, 764—767, 781—784, 786—790 роки за Ґіджрою). Бердібек, Кульпа, Науруз, Хизр, Орду-Мелік, Кільдібек, Абдулах, Тохтамиш, Бек-Пулад. У центрі крапкового кола картуш з 6 дуг, в центрі легенда: «...[ім'я хана, інколи титул]». На реверсі у подвійному лінійному та крапковому колах легенда в 3 рядки: «Карбування / Азаку /...[рік]». Існують різновид з віньєткою вгорі надпису на реверсі також картуш з 4 загостреними кутами та з 4-дуговим картушем.
- 4) Данг. 1369, 1394 (769, 794 р.Г). Абдулах, Бек-Пулад. На аверсі і реверсі надписи без зображень.
- 5) Данг. 1370, 1401 (770, 801 р.Г.). Абдулах, Шадібек. У центрі крапкового та лінійних кол картуш із 6 дуг, в центрі легенда: «Султан справедливий Абдулах. Нехай продовжиться його правління». На реверсі у центрі крапкового та лінійних кол картуш із 6 дуг з 4 загостреними кутами. В центрі вихідні дані. Існують різновиди з 6 пелюстковим картушем без загострених кутів[3][4][5].
- 6) Гібрідні данги, так звані «мули». В період правління Пулад-хана (1407–1410) карбувалися данги з Калімою (укр. Немає Бога крім Аллаха і Мухаммад — пророк його, араб. لا اله الا الله محمد رسول الله) в парі зі штемпелем на якому карбувалися Шагада Ісламу: «[Засвідчую, що] немає Бога крім Аллаха і [засвідчую, що] Мухаммад — пророк його» (араб. أشهد أن لا إله إلا الله وأشهد أن محمدا رسول الله). На реверсі позначався монетний двір Азак та рік карбування[6].

## Пули

Карбування Азаку. Анонімний пул. 1332 (732 р.Г.) рік

Карбування Азаку. Іменний пул Кільдибека (жовтень 1361 — вересень 1362)

Перші мідні пули Азаку відомі з 1332 року. Існують 11 типів, а також їх різновиди:
- 1) Анонімний пул. 1332, 1333, 1337 (732, 733, 737 рр.Г.). У крапковому колі зображення лева вправо, над спиною сонце, що сходить. На реверсі у такому ж колі чотирикутник, горизонтально розділений 2-ма лініями на 2 рівні частини. В полі чотирикутника легенда: «Найвищим велінням». В 4 сегментах випускні дані: «Карбування Азаку». Існують різновиди з левом в 3-зубцевій короні, також недатовані.
- 2) Пул. 1362, 1363 (762, 763 рр.Г.). Кільдібек. В 12-пелюстковій розеті легенда в 3 рядки: «Султан / Кільдібек-хан / Хай продовжиться його правління». Вгорі над надписом віньєтка, внизу 6-кутна зірка. На реверсі в чотирикутнику вихідні дані. З боків чотирикутника віньєтки.
- 3) Пул. 1364, 1365 (764, 765 рр.Г.). Абдулах-хан. На аверсі в 6-дуговому картуші надпис. На реверсі 3-пелюсткова розета, по колу зазначене місце карбування та рік.
- 4) Недатований пул.  Абдулах.  У крапковому колі зображення звіра вліво. На реверсі вихідні дані. Існують різновиди з крапками, зіркою на фоні. На реверсі надпис в 5-дуговому картуші: «хан Абдулах». Існує різновид зі звіром вправо, також варіант надпису «в добрий час».
- 5) Недатований пул. Абдулах. У чотирикутнику з завитками на кутах тринога тамга з пташиною головою, спрямована вліво. На реверсі надпис.
- 6) Недатований анонімний пул. У 6-кутній зірці позначення монетного двору. На реверсі зображення 2-х риб, поміж ними гілка. Існує різновид з однією рибою та 2 гілками над нею та внизу.
- 7) Пул. 1383, 1387, 1396 (783, 787, 796 рр.Г.). У крапковому колі зображення птаха з піднятими крилами (існують різновиди з птахом повернутим вправо та вліво. Також із зображенням 2-х птахів). На реверсі позначення монетного двору та рік. Існують різновиди реверсу із зображенням картушу зі сполученими контурами чотирикутника.
- 8) Пул. 1385, 1387 (785, 787 рр.Г.). Лев, який сидить на задніх лапах, над спиною гадюка. На реверсі зображення чотирикутника, з боків малі трикутники. В центрі чотирикутника вихідні дані.
- 9) Пул. 1387 (787 р.Г.). Зображення оленя, з боків рослини. На реверсі зображення чотирикутника, з боків малі віньєтки. В центрі чотирикутника вихідні дані.
- 10) 1396 (796 р.Г.). З правого боку поля монети зображення орнаментального невеликого чотирикутника, всередині нього 4 крапки, від кутів відходять пелюстки, по сторонам «вузли щастя». На реверсі вихідні дані.
- 11) Анепіграфний недатований пул. В полі монети складний картуш, в центрі картушу в орнаменті велика 3-нога тамга з пташиною головою. На реверсі у крапковому колі складна 4-осьова розетка у її пелюстках крапки. Існують варіанти від 6 до 9 крапок[7].